# Óscar Raluy
Óscar Raluy López (* 3. August 1976 in Las Palmas auf Gran Canaria) ist ein spanischer Handballschiedsrichter.
Gemeinsam mit seinem Gespannpartner Ángel Sabroso war Raluy bei vielen großen internationalen Handballturnieren im Einsatz, darunter bei der Weltmeisterschaft 2013 in Spanien, bei der Weltmeisterschaft 2015 in Katar, bei der Weltmeisterschaft 2019 in Dänemark und Deutschland sowie bei der Weltmeisterschaft 2021 in Ägypten. Bei Letzterer leiteten sie unter anderem das WM-Finale zwischen Dänemark und Schweden (26:24).